# نگارخانه نشان سرزمین‌های وابسته
این نگارخانه نشان‌ها و نمادهای قلمروهای وابسته در کشورهای مستقل را نشان می‌دهد.

## استرالیا

نشان جزیره نورفک

## چین

نشان هنگ کنگ
نشان ماکائو

## دانمارک

نشان جزایر فارو
نشان گرینلند

## فنلاند

نشان جزایر الند

## فرانسه

### دپارتمان‌های فرادریایی

نشان گویان فرانسه
نشان گوادلوپ
نشان مارتینیک
نشان مایوت
نشان رئونیون

### قلمروهای فرادریایی

نشان پلی‌نزی فرانسه
نشان سرزمین‌های جنوبی و جنوبگانی فرانسه
نشان کالدونیای جدید
نشان سن بارتلمی
نشان سن-پیر و میکلون
نشان والیس و فوتونا

## هلند

### شهرستان‌های خودگردان (فرادریایی)

نشان آروبا
نشان کوراسائو
نشان سینت مارتن

### نهادهای عمومی

نشان بونیر
نشان سابا
نشان سینت یوستیشس

## نیوزیلند

### شهرستان‌های مزتبط

نشان جزایر کوک
نشان عمومی نیووی

### قلمروها

نشان ملی توکلائو

## فیلیپین

نشان بانگسامورو

## بریتانیا

### وابسته به تاج‌وتخت

نشان گرنزی (جزیره)
نشان جرزی
نشان جزیره من

### سرزمین‌های فرادریایی

نشان آنگویلا
نشان جزیره اسنشن
نشان برمودا
نشان قلمرو جنوبگان بریتانیا
نشان قلمرو بریتانیا در اقیانوس هند
نشان جزایر ویرجین بریتانیا
نشان جزایر کیمن
نشان جزایر فالکلند
نشان جبل‌الطارق
نشان مونتسرات
نشان جزایر پیت‌کرن
Shield from the نشان سنت هلن
نشان جزایر جورجیای جنوبی و ساندویچ جنوبی
نشان تریستان دا کونا
نشان جزایر تورکس و کایکوس

### کشورها

نشان سلطنتی انگلستان
نشان پیشین ایرلند شمالی
نشان سلطنتی اسکاتلند
نشان سلطنتی ولز

## ایالات متحده آمریکا

نشان ساموآی آمریکا
نشان جزایر ویرجین ایالات متحده آمریکا
نشان گوآم
نشان جزایر ماریانای شمالی
نشان پورتوریکو
نشان ملی پورتوریکو